# Nervo
Nervo (prononcé en anglais : [ˈnɜːvoʊ], stylisé NERVO) est un groupe australien de musique électronique, originaire de Melbourne. Il est composé de Miriam et Olivia Nervo (nées le 18 février 1982) qui sont mannequins, musiciennes, disc jockeys et auteures-compositrices de dance et electro house. 
Les deux sœurs se font d'abord connaitre en tant qu'auteures-compositrices en travaillant pour Sony/ATV Music Publishing dès l'âge de 18 ans, le duo écrit la chanson Negotiate with Love (en) pour l'artiste de pop britannique Rachel Stevens puis Kesha, Richard Grey, Sophie Ellis-Bextor, Ashley Tisdale et the Pussycat Dolls, le onzième album de la chanteuse australienne Kylie Minogue Aphrodite, pour Britney Spears, Cheryl Cole, Sophie Ellis-Bextor, Armin van Buuren et pour le troisième album studio de Kelly Rowland ayant pour même nom Kelly Rowland. Le duo participe à l'écriture de la chanson au succès planétaire du DJ français David Guetta avec Kelly Rowland, When Love Takes Over qui remporte le Grammy Awards dans la catégorie de « meilleure chanson dance » lors de la 54e cérémonie.
La carrière du duo en tant qu'auteures-compositrices permet de se lancer en parallèle à partir de 2010, dans une carrière de DJ et de compositeur de musique électronique. En tant que mannequins les jumelles sont sous contrat avec l'agence de mannequins Wilhelmina Models.

## Histoire

### Origines
Nées à Melbourne, en Australie, les sœurs Nervo sont éduquées dans l'école Genazzano FCJ College où elles étudient, excellentes en musique et en culture académique. Miriam et Olivia commencent leur carrière en tant que mannequin en Australie dans l'agence Chadwick Models. Elles sont l'ambassadrice du festival de mode du groupe industriel français L'Oréal. À 16 ans, elles décident de se lancer dans la musique tout en continuant leur carrière de mannequin.

### Débuts et collaborations
Elles entrent à l'académie de l'Opéra d'Australie mais décident plutôt de consacrer leur carrière pour la
musique pop. À 18 ans, un producteur de musique basé à Melbourne leur demande d'envoyer des démos de leur musique. Par la suite, elles signent pour Sony/ATV Music Publishing et deviennent alors auteures-compositrices pour de nombreux artistes. Les jumelles se font connaitre lorsqu'elles écrivent la chanson Negotiate with Love (en) pour l'artiste de pop britannique Rachel Stevens qui atteint la 10e place des charts au Royaume-Uni, la 17e place en Irlande et 7e de l'Eurochart Hot 100 Singles. Elles écrivent ensuite pour Kesha, Richard Grey, Sophie Ellis-Bextor, Ashley Tisdale et the Pussycat Dolls. Le duo est également connu pour avoir écrit la chanson au succès planétaire du DJ français David Guetta et Kelly Rowland When Love Takes Over ; cette chanson gagne à la cérémonie américaine des Grammy Awards dans la catégorie de « meilleure chanson dance ».
En 2010, Nervo joue à la Winter Music Conference à Ultra Main Stage. En mars 2010, Nervo se lance dans une carrière de DJ et de compositeur et signe pour le major Virgin Records/EMI Music. William Morris Endeavor est leur management pour leur activité en tant que DJs internationales. Un mois plus tard, elles font paraître un titre club This Kind Of Love sorti sous le label britannique indépendant Loaded Records. Le single atteint la première place du classement musical mondial, la deuxième place du classement club au Royaume-Uni, et la 6e place des pop charts. En juin 2010, Allison Iraheta fait paraître le single Don't Waste the Pretty (en), une chanson coécrite par NERVO. Le magazine Billboard écrit : « Don't Waste the Pretty de devenir pour Iraheta ce qu'est devenue Whataya Want From Me pour Adam Lambert -- une chanson qui bat tous les records de talents. » La même année, NERVO enregistre pour le onzième album de la chanteuse australienne Kylie Minogue Aphrodite, pour Britney Spears, Cheryl Cole, Sophie Ellis-Bextor, Armin van Buuren, et pour le troisième album studio de Kelly Rowland qui s'intitule Kelly Rowland. Le duo sort le single Irresistible sur le label de musique électronique Positiva/Armada.

### Depuis 2011

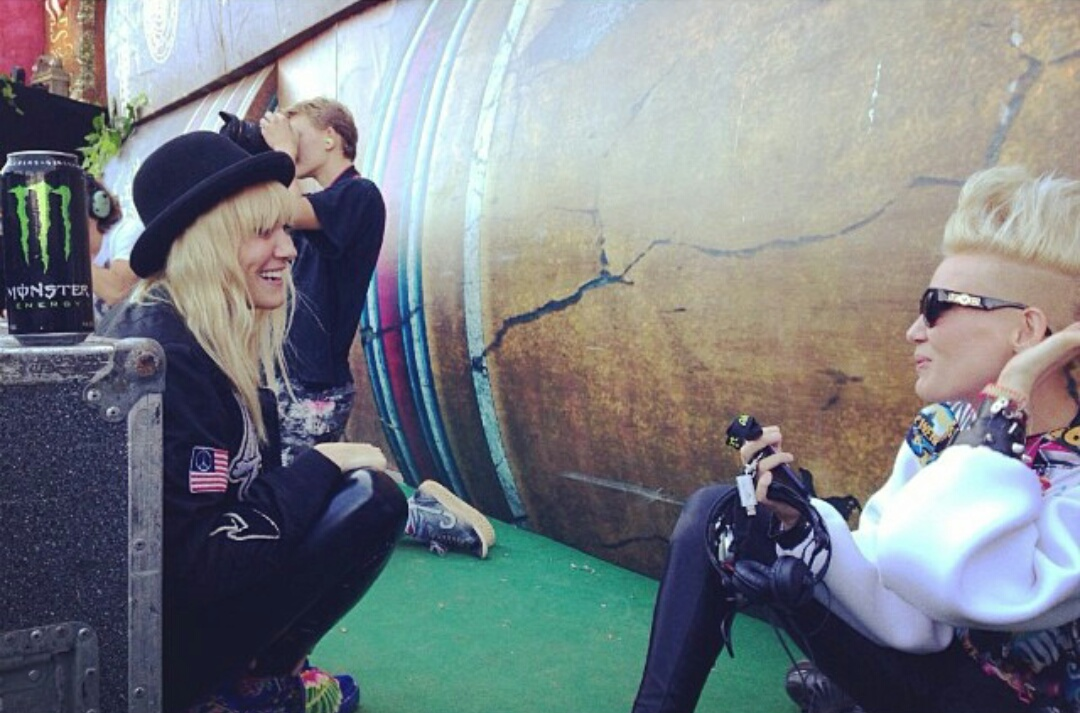
Nervo, le 21 mars 2014.

En juin 2011, Nervo fait la première partie du concert de la chanteuse de pop américaine Britney Spears le Femme Fatale Tour avec Nicki Minaj et Jessie and the Toy Boys. Elles mixent à l'iD Festival Tour. Leur mixset est bien accueilli, notamment par DancingAstronaut déclarant que leur set est « incroyable ». Elles ont une résidence à l'hôtel-casino resort cinq étoiles (un des plus luxueux de las Vegas) le Wynn Las Vegas. En juillet 2011, elles mixent au festival belge de musique électronique Tomorrowland où elles font la rencontre avec plusieurs DJs dont le hollandais Afrojack. À cette occasion, Nervo écrit et interprète la chanson The Way We See The World (Tomorrowland Anthem) pour Afrojack, Like Mike et Dimitri Vegas. Le single atteint la 1re place du classement Electro House Chart du site Beatport. Il s'ensuit le titre We're All No One d'Afrojack et Steve Aoki. En août 2011, elles signent pour une grande agence de mannequins Wilhelmina Models. En septembre 2011, elles mixent à deux reprises au Pacha à Ibiza, pour la soirée Fuck Me I'm Famous de David Guetta et la closing party de DJ britannique Pete Tong. Elles écrivent également la chanson Night of Your Life pour l'album Nothing but the Beat de David Guetta, et Don't Go Breaking My Heart pour la chanteuse suédoise Agnes.
Nervo écrit la chanson Try With Me pour la chanteuse américaine Nicole Scherzinger. Madonna est intéressée pour faire une collaboration avec les jumelles. 
En 2012, les jumelles se produisent au Brésil au Creamfields avec Fat Boy Slim et au Sunset Music Festival à Tampa. Elles démarrent la même année leur tournée américaine avec l'Electric Daisy Carnival à Las Vegas et au Awakening Music Festival à Chicago en juin 2012. Elles se produiront au festival Voodoo Experience à La Nouvelle-Orléans en octobre. Le single You're Gonna Love Again atteint la première place du Hype Machine chart. Lors du festival Tomorrowland à Boom en Belgique, elles interprètent leur dernière composition avec Nicky Romero : Like Home.

## Discographie

### Singles
| Année | Titre                                                                                     | Meilleure position | Meilleure position | Meilleure position | Meilleure position | Album                            |
| Année | Titre                                                                                     | Belgique (Flandre) | Pays-Bas           | France             | R-U.               | Album                            |
| ----- | ----------------------------------------------------------------------------------------- | ------------------ | ------------------ | ------------------ | ------------------ | -------------------------------- |
| 2010  | This Kind of Love                                                                         | —                  | —                  | —                  | —                  | Singles non inclus dans un album |
| 2010  | Irresistible                                                                              | —                  | —                  | —                  | —                  | Singles non inclus dans un album |
| 2011  | The Way We See The World (Tomorrowland Anthem) (avec Afrojack, Dimitri Vegas & Like Mike) | 34                 | —                  | —                  | —                  | Singles non inclus dans un album |
| 2011  | We're All No One (avec Afrojack et Steve Aoki)                                            | 56                 | 89                 | —                  | 27                 | Singles non inclus dans un album |
| 2012  | You're Gonna Love Again, (avec Avicii)                                                    | 37                 | —                  | 126                | —                  | Singles non inclus dans un album |
| 2012  | Reason (avec Hook N Sling)                                                                | —                  | —                  | —                  | —                  | Singles non inclus dans un album |
| 2012  | Something To Believe In (avec Norman Doray)                                               | —                  | —                  | —                  | —                  | Singles non inclus dans un album |
| 2013  | Hold On                                                                                   | —                  | —                  | —                  | —                  | Singles non inclus dans un album |
| 2014  | Revolution (avec R3hab, Ummet Ozcan)                                                      | —                  | —                  | —                  | —                  | Singles non inclus dans un album |
| 2014  | Sunshine Thru Rain Clouds (avec Duane Harden)                                             | —                  | —                  | —                  | —                  | Singles non inclus dans un album |
| 2014  | Rise Early Morning (avec Au Revoir Simone)                                                | —                  | —                  | —                  | —                  | Collateral (2015)                |
| 2015  | It Feels                                                                                  | —                  | —                  | —                  | —                  | Collateral (2015)                |
| 2016  | People Grinnin’ (avec Child Of Lov)                                                       | —                  | —                  | —                  | —                  | Singles non inclus dans un album |
| 2016  | Anywhere You Go (avec Timmy Trumpet)                                                      | —                  | —                  | —                  | —                  | Singles non inclus dans un album |
| 2016  | Alone (avec Askery)                                                                       | —                  | —                  | —                  | —                  | Singles non inclus dans un album |
| 2017  | In Your Arms                                                                              | —                  | —                  | —                  | —                  | Singles non inclus dans un album |
| 2017  | Lost in You (avec Quintino)                                                               | —                  | —                  | —                  | —                  | Singles non inclus dans un album |
| 2018  | Why Do I                                                                                  | —                  | —                  | —                  | —                  | Singles non inclus dans un album |
| 2018  | What Would You Do For Love                                                                | —                  | —                  | —                  | —                  | Singles non inclus dans un album |
| 2018  | Emotional (avec Ryann)                                                                    | —                  | —                  | —                  | —                  | Singles non inclus dans un album |
| 2019  | Worlds Collide                                                                            | —                  | —                  | —                  | —                  | Singles non inclus dans un album |
| 2019  | Illusion (avec Firebeatz feat. Karra)                                                     | —                  | —                  | —                  | —                  | Singles non inclus dans un album |

### En tant qu'artiste invité
| Année | Titre                                                               | Meilleure position | Album                    |
| Année | Titre                                                               | Canada             | Album                    |
| ----- | ------------------------------------------------------------------- | ------------------ | ------------------------ |
| 2012  | Livin' My Love (Steve Aoki avec LMFAO et Nervo and Maxi v)          | 68                 | Wonderland               |
| 2012  | In My Head (David Guetta et Daddy's Groove featuring Nervo)         | —                  | Nothing but the Beat 2.0 |
| 2012  | Like Home (Nicky Romero featuring Nervo)                            | —                  | Single à part            |
| 2017  | Best Friend (Sofi Tukker featuring Nervo, The Knocks et Alisa Ueno) | 61                 | Treehouse                |

### Auteur-compositeur
| Artiste                                 | Chanson                                                     | Année           | Label                           |
| --------------------------------------- | ----------------------------------------------------------- | --------------- | ------------------------------- |
| Armin van Buuren (feat. Laura V)        | Drowning                                                    | 2010            | Armada Music                    |
| Armin van Buuren (feat. Nadia Ali)      | Feels so Good                                               | 2010            | Armada Music                    |
| Armin van Buuren vs Sophie Ellis-Bextor | Not Giving Up on Love                                       | 2010            | Armada Music/Universal          |
| Kylie Minogue                           | Put Your Hands Up (If You Feel Love)                        | 2010            | Parlophone                      |
| The Pussycat Dolls                      | If I Was A Man                                              | 2008            | Interscope                      |
| David Guetta (feat. Kelly Rowland)      | When Love Takes Over                                        | 2009            | Virgin/EMI                      |
| David Guetta (feat. Kelly Rowland)      | It's The Way You Love Me                                    | 2009            | Virgin/EMI                      |
| David Guetta (feat. Kelly Rowland)      | Slow                                                        | 2009            | SonyBMG                         |
| Richard Grey                            | Massive                                                     | 2009            | Pascha/MOS                      |
| Jolin                                   | Mr Qf                                                       | Capitol Records |                                 |
| Jolin                                   | Dancing Diva                                                | 2006            | Capitol Records                 |
| Rainie Young (yang)                     | More Than Friends aka 乖不乖 Guai Bu Guai (Obedient Or Not) | 2005            | SonyBMG                         |
| Ai-LingDai                              | Blood On the Dancefloor                                     | 2008            | SonyBMG                         |
| Hannah Montana                          | Let’s Get Crazy                                             | 2008            | Disney/Universal                |
| Hitomi                                  | 4 Minutes                                                   | 2008            | Avex Records                    |
| Hitomi                                  | Love Me Crazy                                               | 2009            | Avex Records                    |
| Hitomi                                  | I Dump You back                                             | 2009            | Avex Records                    |
| Hitomi                                  | Just Watch Me (Titre japonais Fight for Your Run)           | 2009            | Avex Records                    |
| Kana Nishino                            | I Don’t Wanna Know (Titre japonais I)                       | 2008            | SME Records                     |
| Kana Nishino                            | Heya (Japanese title "Hey Boy")                             | 2010            | SME Records                     |
| Kana Nishino                            | Let It Roll                                                 | 2008            | SME Records                     |
| Kana Nishino                            | Quick Fix Of Love                                           | 2008            | SME Records                     |
| Kana Nishino                            | In Stereo                                                   | 2008            | SME Records                     |
| Kesha                                   | Fuck Him (He's a DJ)                                        | 2009            | RCA Records/Sony Music          |
| Kesha                                   | VIP                                                         | 2009            | RCA Records/Sony Music          |
| Kesha                                   | Boots & Boys                                                | 2009            | RCA Records/Sony Music          |
| Kesha                                   | American Fool                                               | 2009            | RCA Records/Sony Music          |
| Kesha                                   | Radio Radio Radio                                           | 2009            | RCA Records/Sony Music          |
| Nicole Scherzinger                      | Try With Me                                                 | 2011            | Interscope Records              |
| Rachel Stevens                          | Negotiate with Love                                         | 2005            | Universal Music/Polydor Records |
| Pixie Lott                              | You’re My Everything                                        | 2009            | Warner                          |